# Gerd-Klaus Kaltenbrunner
Gerd-Klaus Kaltenbrunner (ur. 23 lutego 1939 w Wiedniu, zm. 12 kwietnia 2011 w Lörrach w Niemczech) – niemiecki filozof. Jeden z najwybitniejszych filozofów i pisarzy niemieckiego konserwatyzmu drugiej połowy XX wieku.

## Życiorys
Na uniwersytecie wiedeńskim ukończył filozofię, prawo i socjologię. W 1962 przeniósł się do Niemiec, gdzie pisał dla kilku redakcji i w 1967 został publicystą polemizującym m.in. z Herbertem Marcusem, który był wówczas czołowym filozofem rewolty studenckiej. W latach 1974–1988 wydawał dwumiesięcznik Herderbücherei-Initiative. Następnie zamieszkał w Schwarzwaldzie, gdzie żyjąc w osamotnieniu, prowadził życie świeckiego mnicha, skupiając się na czytaniu, pisaniu i modlitwie.

## Twórczość
Konserwatyzm
Podejmował próby konserwatywnej ideowej odpowiedzi na rewolucję 1968. Zamierzał odnowić konserwatyzm nadając mu nowe podstawy teoretyczne. Główne zagrożenie upatrywał w nihilizmie. Często poruszał kwestię elit. W 1972 opublikował Rekonstruktion des Konservatismus, a w 1975 Der schwierige Konservatismus. Oprócz Herderbücherei-Initiative pisał także do m.in. Merkur, miesięcznika Mut oraz Zeitbühne.
Duch Europy
Pod koniec lat osiemdziesiątych porzuca walkę w kontrrewolucji konserwatywnej i przyjmuje nastawienie medytacyjno-refleksyjne.
Postanawia pokazać sylwetki najważniejszych konserwatywnych postaci Europy. W latach 1981–1985 wydaje Seine geistigen Quellen in Porträts aus zwei Jahrtausenden. Jest to trzytomowe zestawienie opisów postaci z każdego kraju Europy na przestrzeni 2000 lat (Polskę reprezentuje tu hrabia August Cieszkowski). Następnie w latach 1987-1992 wydaje Vom Geist Europas. To trzytomowe zestawienie zawiera z kolei opis europejskich wartości, tradycji i myśli.
Duch wiary
Kaltenbrunner z czasem coraz bardziej skupia się na pogłębianiu swojej wiary. Studiował dzieła ojców i doktorów Kościoła oraz żywoty świętych. W 1993 wydaje Johannes ist sein Name. Priesterkönig, Gralshüter, Traumgestalt poświęcone mitowi świętego Graala, zaś w 1996 ukazuje się Dionysius vom Areopag. Das Unergründliche, die Engel und das Eine. Książka zostaje uznana przez krytyków za jego dzieło życia, magnum opus.